# 昌马岩画
昌马岩画，位于中国甘肃省玉门市，为一个省级文物保护单位，类型为石窟寺及石刻。
昌马岩画的历史年代为待考。